# Miloš Jokić
Miloš Jokić, ser. Милош Јокић (ur. 7 czerwca 1987 w Čačaku) – serbski piłkarz, grający na pozycji pomocnika.

## Kariera piłkarska
W 2006 rozpoczął karierę piłkarską w Borcu Čačak, skąd był wypożyczony do trzecioligowej Slobody Čačak. Podczas przerwy zimowej sezonu 2007/2008 przeszedł do Metalaca Gornji Milanovac. W latach 2009–2010 występował w klubach Dinamo Vranje, Olimpik Sarajewo, Čukarički Stankom oraz BASK Belgrad. W lutym 2011 przeniósł się do Węgier, gdzie bronił barw zespołów Szolnoki MÁV FC i Vasas SC. W marcu 2012 zasilił skład ukraińskiego Metałurha Zaporoże. Po zakończeniu sezonu 2012/13 opuścił zaporoski klub. 28 lutego 2014 ponownie wrócił do Metałurha Zaporoże. Latem 2015 ponownie opuścił zaporoski klub.

## Sukcesy i odznaczenia

### Sukcesy klubowe
- wicemistrz Ukraińskiej Pierwszej Ligi: 2012